# Bibiane Schoofs
Bibiane Schoofs (* 13. Mai 1988 in Rhenen, früher Bibiane Weijers) ist eine niederländische Tennisspielerin.

## Karriere
Schoofs, die im Alter von sechs Jahren mit dem Tennissport begann, bevorzugt Sandplätze. Sie spielt hauptsächlich auf Turnieren des ITF Women’s Circuit, bei denen sie bereits acht Einzel- und 23 Doppeltitel gewann.
2003 und 2004 bestritt sie jeweils ein Turnier auf dem ITF Women’s Circuit, schied aber jeweils bereits in der ersten Runde aus. Ab 2005 wurde sie Profispielerin und bestritt in diesem Jahr bereits zehn Turniere. Sie stand in ihrem ersten Profijahr bereits dreimal im Finale eines Doppelwettbewerbs und konnte mit ihrer argentinischen Partnerin Agustina Lepore das Turnier in Tucumán gewinnen. Ihren ersten Einzeltitel gewann Schoofs 2010 beim mit 10.000 US-Dollar dotierten Turnier in Enschede, wo sie die Deutsche Nicola Geuer im Finale glatt in zwei Sätzen schlug.
2012 trat sie bei allen vier Grand-Slam-Turnieren in der Qualifikation an. Bei den Australian Open gewann sie die erste Runde gegen Jaroslawa Schwedowa mit 6:4, 3:6 und 11:9, bevor sie Irina Chromatschowa mit 2:6 und 4:6 unterlag. Bei den French Open unterlag sie Oqgul Omonmurodova bereits in der ersten Qualifikationsrunde mit 7:65, 5:7 und 5:7. In Wimbledon erreichte sie mit Siegen über Dia Ewtimowa und Zheng Saisai die dritte Runde der Qualifikation, scheiterte am Einzug ins Hauptfeld aber dort an Mirjana Lučić-Baroni mit 5:7 und 4:6. Bei den US Open 2012/Dameneinzel scheiterte sie bereits in der ersten Runde der Qualifikation an Catalina Castaño mit 4:6 und 4:6.
2014 trat sie mit Protected Ranking bei der Qualifikation zu den US Open an, verlor aber bereits in der ersten Runde der Qualifikation gegen Anna-Lena Friedsam mit 0:6 und 3:6.
Im Februar 2017 siegte sie beim ITF-Turnier in Altenkirchen. Bei den L&T Mumbai Open gewann sie im November 2017 ihren ersten Doppeltitel auf der WTA Challenger Tour.
Schoofs spielte 2012 und 2013 für die niederländische Fed-Cup-Mannschaft. In insgesamt neun Partien, davon fünf Einzel war sie in zwei Einzeln und einem Doppel siegreich.
In der 1. Tennis-Bundesliga spielte sie 2005 für den Lintorfer TC und 2012 für den TC Moers 08. 2015 trat sie in der 2. Tennis-Bundesliga als Spitzenspielerin für den RTHC Bayer Leverkusen an.

## Turniersiege

### Einzel
| Nr. | Datum             | Turnier      | Kategorie   | Belag           | Finalgegnerin    | Ergebnis       |
| --- | ----------------- | ------------ | ----------- | --------------- | ---------------- | -------------- |
| 1.  | 4. September 2010 | Enschede     | ITF $10.000 | Sand            | Nicola Geuer     | 6:1, 6:2       |
| 2.  | 19. März 2011     | Antalya      | ITF $10.000 | Sand            | Daniëlle Harmsen | 6:0, 4:6, 6:3  |
| 3.  | 26. Juli 2011     | Montpellier  | ITF $25.000 | Sand            | Leticia Costas   | 6:4, 6:4       |
| 4.  | 9. Juli 2011      | Middelburg   | ITF $25.000 | Sand            | Lesley Kerkhove  | 7:64, 6:1      |
| 5.  | 26. April 2014    | Antalya      | ITF $10.000 | Hartplatz       | Sandra Honigová  | 6:0, 6:3       |
| 6.  | 17. Juli 2015     | Amstelveen   | ITF $10.000 | Sand            | Karen Barbat     | 6:4, 3:6, 6:1  |
| 7.  | 16. Juli 2016     | Amstelveen   | ITF $10.000 | Sand            | Arianne Hartono  | 6:74, 6:4, 6:3 |
| 8.  | 26. Februar 2017  | Altenkirchen | ITF $25.000 | Teppich (Halle) | Quirine Lemoine  | 7:5, 7:5       |

### Doppel
| Nr. | Datum              | Turnier                  | Kategorie         | Belag             | Partnerin                  | Finalgegnerinnen                        | Ergebnis          |
| --- | ------------------ | ------------------------ | ----------------- | ----------------- | -------------------------- | --------------------------------------- | ----------------- |
| 1.  | 16. Oktober 2005   | Tucumán                  | ITF $10.000       | Sand              | Agustina Lepore            | Lucía Jara Lozano Denise Kirbijikian    | 6:1, 7:5          |
| 2.  | 8. Mai 2006        | Bournemouth              | ITF $10.000       | Sand              | Marrit Boonstra            | Maija Gawerowa Anastasia Poltoratskaya  | 6:4, 1:6, 6:4     |
| 3.  | 23. September 2007 | Limoges                  | ITF $10.000       | Hartplatz (Halle) | Stella Menna               | Adeline Goncalves Gracia Radovanovic    | 6:4, 6:1          |
| 4.  | 9. Dezember 2007   | Havanna                  | ITF $10.000       | Hartplatz         | Monika Krauze              | Yamile Fors Guerra Yanet Núñez Mojarena | 6:4, 6:4          |
| 5.  | 17. August 2008    | Versmold                 | ITF $10.000       | Sand              | Samantha Schoeffel         | Nicola Geuer Laura Haberkorn            | 4:6, 7:65, [10:5] |
| 6.  | 9. November 2008   | Le Havre                 | ITF $10.000       | Sand (Halle)      | Samantha Schoeffel         | Ana Bezjak Neda Kozic                   | 6:3, 6:1          |
| 7.  | 12. September 2010 | Alphen aan den Rijn      | ITF $25.000       | Sand              | Daniëlle Harmsen           | Xenija Lykina Irena Pavlovic            | 6:3, 6:2          |
| 8.  | 13. März 2011      | Antalya                  | ITF $10.000       | Sand              | Daniëlle Harmsen           | Jewgenija Paschkowa Marija Scharkowa    | 6:3, 7:5          |
| 9.  | 30. September 2012 | Clermont-Ferrand         | ITF $25.000       | Hartplatz (Halle) | Diāna Marcinkēviča         | Samantha Murray Jade Windley            | 6:3, 6:0          |
| 10. | 14. Juli 2017      | Middelburg               | ITF $25.000       | Sand              | Valentini Grammatikopoulou | Naiktha Bains Dasha Ivanova             | 6:78, 7:5, [10:5] |
| 11. | 4. August 2017     | Horb am Neckar           | ITF $25.000       | Sand              | Lesley Kerkhove            | Ágnes Bukta Isabella Schinikowa         | 7:5, 6:3          |
| 12. | 19. August 2017    | Koksijde                 | ITF $25.000       | Sand              | Ankita Raina               | Marie Benoit Magali Kempen              | 3:6, 6:3, [11:9]  |
| 13. | 26. November 2017  | Mumbai                   | WTA Challenger    | Hartplatz         | Victoria Rodríguez         | Dalila Jakupović Irina Chromatschowa    | 7:5, 3:6, [10:7]  |
| 14. | 7. Januar 2018     | Auckland                 | WTA International | Hartplatz         | Sara Errani                | Eri Hozumi Miyu Katō                    | 7:5, 6:1          |
| 15. | 26. Januar 2018    | Andrézieux-Bouthéon      | ITF $60.000       | Hartplatz (Halle) | Ysaline Bonaventure        | Camilla Rosatello Kimberley Zimmermann  | 4:6, 7:5, [10:7]  |
| 16. | 10. Februar 2018   | Loughborough             | ITF $25.000       | Hartplatz (Halle) | Michaëlla Krajicek         | Tara Moore Conny Perrin                 | 6:75, 6:1, [10:6] |
| 17. | 14. April 2018     | Santa Margherita di Pula | ITF $25.000       | Sand              | Chantal Škamlová           | Chiara Scholl Jelena Simić              | 6:2, 3:6, [10:7]  |
| 18. | 19. Oktober 2018   | Joué-lès-Tours           | ITF $25.000       | Hartplatz (Halle) | Magdalena Fręch            | Miriam Kolodziejová Jesika Malečková    | 5:7, 6:2, [10:3]  |
| 19. | 2. März 2019       | Mâcon                    | ITF W25           | Hartplatz (Halle) | Lesley Kerkhove            | Claudia Giovine Angelica Moratelli      | 6:2, 6:4          |
| 20. | 1. Februar 2020    | Nonthaburi               | ITF W25           | Hartplatz         | Ankita Raina               | Supapitch Kuearum Mananchaya Sawangkaew | 6:4, 6:2          |
| 21. | 8. Februar 2020    | Nonthaburi               | ITF W25           | Hartplatz         | Ankita Raina               | Miyabi Inoue Kang Jiaqi                 | 6:2, 3:6, [10:7]  |
| 22. | 13. Februar 2021   | Potchefstroom            | ITF W25           | Hartplatz         | Lesley Pattinama Kerkhove  | Naomi Broady Eden Silva                 | 4:6, 6:3, [10:6]  |
| 23. | 29. Oktober 2021   | Istanbul                 | ITF W25           | Hartplatz (Halle) | Jasmijn Gimbrère           | Maja Chwalińska Miriam Kolodziejová     | 6:2, 6:4          |
| 24. | 5. Februar 2023    | Lyon                     | WTA 250           | Hartplatz (Halle) | Cristina Bucșa             | Olga Danilović Alexandra Panowa         | 7:65, 6:3         |
| 25. | 6. Mai 2023        | Saint-Malo               | WTA Challenger    | Sand              | Greet Minnen               | Ulrikke Eikeri Eri Hozumi               | 7:67, 7:63        |
| 26. | 9. September 2023  | Tokio                    | ITF W100          | Hartplatz         | Jessika Ponchet            | Alicia Barnett Olivia Nicholls          | 4:6, 6:1, [10:7]  |
| 27. | 29. Oktober 2023   | Poitiers                 | ITF W80           | Hartplatz (Halle) | Jessika Ponchet            | Jekaterina Maklakowa Jelena Pridankina  | 7:5, 6:4          |
| 28. | 16. Juni 2024      | ’s-Hertogenbosch         | WTA 250           | Rasen             | Ingrid Neel                | Tereza Mihalíková Olivia Nicholls       | 7:66, 6:3         |

## Persönliches
Am 7. Juli 2014 heiratete Schoofs und nahm den Nachnamen ihres Ehemannes Weijers an, tritt seit Ende 2016 aber wieder unter ihrem Mädchennamen Schoofs an.